# Snake handling

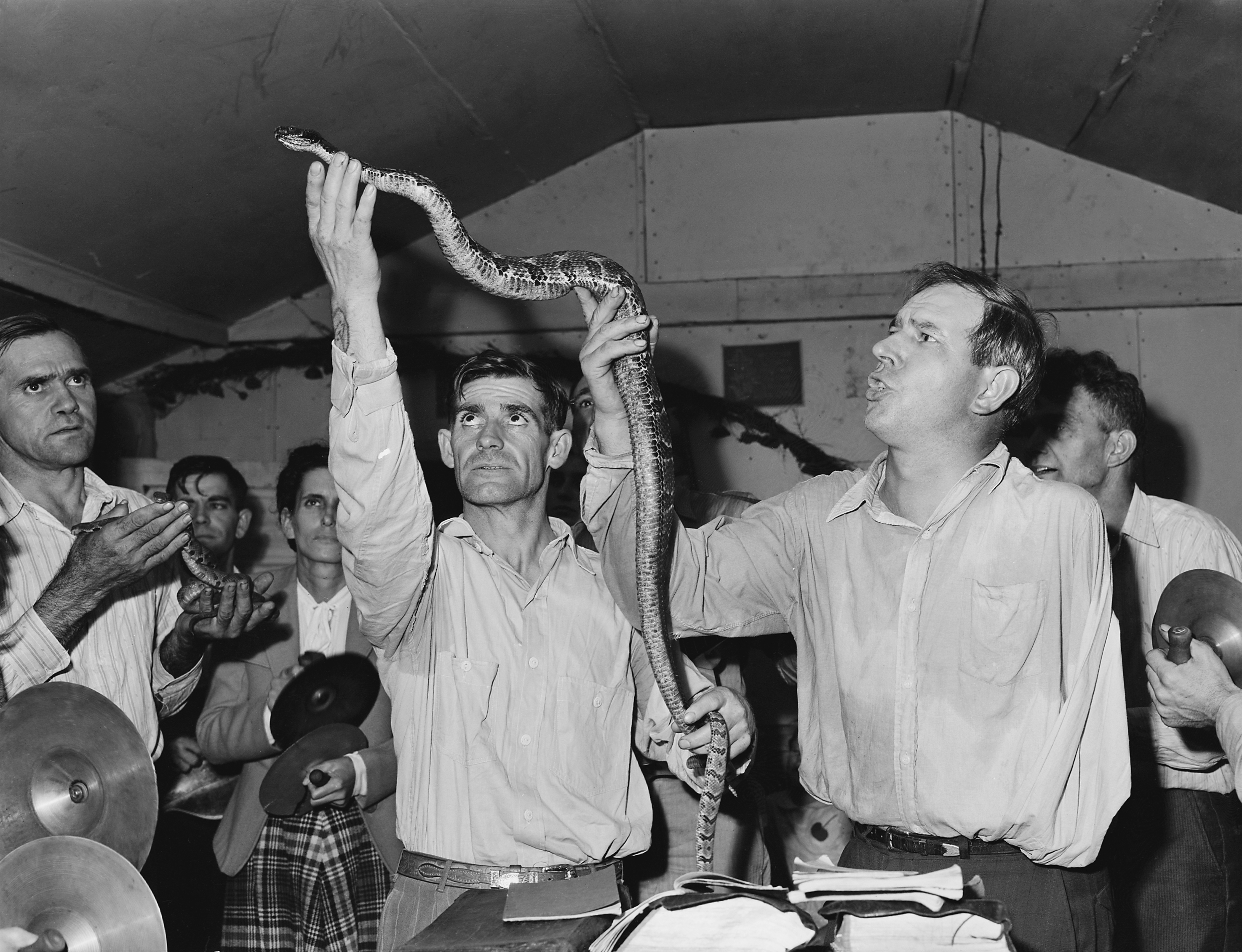
Snake handling in einer Pfingstgemeinde in Kentucky (1946)

Snake handling oder serpent handling (deutsch etwa „Schlangenanfassen“, „Schlangenaufheben“, „mit Schlangen hantieren“) gehört zu den Ritualen einiger weniger christlicher Kirchen der Pfingstbewegung, die oft der Heiligungsbewegung angehören, in ländlichen Gebieten der USA. Die Praxis begann im frühen 20. Jahrhundert in den Appalachen und breitete sich vor allem in kleinen Kohlebergbau-Städten aus.

## Ritual
Bei dem Ritual berühren die Teilnehmer ohne Schutzausrüstung Giftschlangen, um ihren Glauben unter Beweis zu stellen, indem sie das Risiko eines tödlichen Bisses eingehen. Sie berufen sich dafür auf zwei Bibelstellen:

„Und durch die, die zum Glauben gekommen sind, werden folgende Zeichen geschehen: In meinem Namen werden sie Dämonen austreiben; sie werden in neuen Sprachen reden; wenn sie Schlangen anfassen oder tödliches Gift trinken, wird es ihnen nicht schaden; und die Kranken, denen sie die Hände auflegen, werden gesund werden.“

„Seht, ich habe euch die Vollmacht gegeben, auf Schlangen und Skorpione zu treten und die ganze Macht des Feindes zu überwinden. Nichts wird euch schaden können.“

Entgegen einer oft verbreiteten Auffassung vertrauen die Teilnehmer nicht darauf, dass ihr Glauben sie vor dem Gift schützt: Sie gehen das Risiko eines Bisses ein, weil sie es für heilig und der Erlösung zuträglich erachten, Gott gehorsam zu sterben. Die meisten Gebissenen verzichten auf medizinischen Beistand und vertrauen auf Gottes Hilfe; sie nehmen so einen äußerst langwierigen und schmerzhaften möglichen Tod in Kauf.
Die Schlangen, die für das Ritual verwendet werden, sind meist in den Appalachen wild gefangene Kupferköpfe, Wassermokassinottern oder Klapperschlangen. Wildtiere werden wegen ihres unvorhersehbaren und aggressiven Verhaltens gegenüber in Gefangenschaft aufgezogenen Schlangen bevorzugt.

## Geschichte und Verbreitung
Snake handling wurde von George Went Hensley (1880–1955) in die Church of God (Cleveland) eingeführt; er lehrte, dass das sichere Anfassen von Giftschlangen der Beweis der gelungenen Erlösung sei. Nachdem sich die Church of God von der Praxis distanziert hatte, gründete er die Church of God with Signs Following. Auch andere charismatische Wanderprediger des späten 19. Jahrhunderts, darunter ein James Miller, gewannen Anhänger, indem sie angebliche Wunder wie das Anfassen von Giftschlangen demonstrierten.
Im Jahr 2001 wurde snake handling noch von rund 40 kleineren Pfingstgemeinden in den USA, hauptsächlich im Gebiet der Appalachen, und vier Gemeinden in Kanada praktiziert. Die Gemeinden beschränken die Teilnahme am Ritual auf Volljährige, lassen aber grundsätzlich jedermann zu, der sich vom Geist Gottes dazu inspiriert fühlt.

## Todesfälle und Legalität
Mehrere der Prediger, die snake handling lehrten, wurden durch Bisse schwer verletzt oder getötet. Hensley, der wichtigste Begründer der Praxis, starb 1955 an einem Schlangenbiss. Weitere Todesfälle, die das Interesse der Medien weckten, waren die der Prediger John Wayne „Punkin“ Brown (1998), Mack Wolford (2012), Jamie Coots (2014) und John David Brock (2015). Insgesamt sind rund hundert Todesfälle gebissener Teilnehmer dokumentiert.
Die Bundesstaaten Alabama, Kentucky und Tennessee haben den Umgang mit Giftschlangen, wie er beim snake handling praktiziert wird, strafrechtlich verboten. In der Praxis wird das Ritual aber toleriert, solange es in Privaträumen und ohne Todesfolge abläuft. In Georgia wurde das snake handling 1941 bei Todesstrafe verboten, nachdem ein siebenjähriges Mädchen bei dem Ritual an einem Klapperschlangenbiss gestorben war, aber die Strafe wurde nie verhängt und das Gesetz 1968 wieder aufgehoben. In West Virginia ist snake handling legal.

## In der US-amerikanischen Populärkultur
Snake handling ist unter anderem Hauptthema des Theaterstücks The Handler von Robert Schenkkan, des Liedes Smoky Mountain Rattlesnake Retreat von Ray Stevens und der Episode „Schlangen“ (Signs and Wonders) der Fernsehserie „Akte X“. In der Krimiserie Justified praktiziert in der vierten Staffel ein charismatischer Prediger snake handling.